# Ulcerate
Ulcerate este o formație death metal din Auckland, Noua Zeelandă. Trupa a fost înființată în anul 2000 sub denumirea Bloodwreath, cu Michael Hoggard la chitară, Jamie Saint Merat - baterie și Paul Kelland ca vocalist și chitară bas.

## Membrii formației
Membri actuali
- Paul Kelland − vocal, chitară bas (2005 - prezent)
- Michael Hoggard − chitară (2000 - prezent)
- Jamie Saint Merat − baterie (2000 - prezent)

## Discografie

### Albumuri de studio
- Of Fracture and Failure (2007)
- Everything Is Fire (2009)
- The Destroyers of All (2011)
- Vermis (2013)

### Extended plays
- Ulcerate (2003)
- The Coming of Genocide (2004)

### Compilații
- The Coming of Genocide (2006)